# Retrato de Francisco de Pisa (miniatura)
El Retrato de Francisco de Pisa es una miniatura atribuida al Greco, datable ca.1604. Es una de las pocas obras en este formato generalmente incluidas en el corpus pictórico del artista, y conforma el número X-206 en el catálogo razonado realizado por el historiador del arte Harold Wethey. En 2019, debido a su valor histórico, iconográfico y artístico, fue declarado bien de Interés cultural.

## El personaje
Francisco de Pisa, fue doctor en Derecho canónico, deán de las Facultades universitarias de Teología y Artes liberales de la Real Universidad de Toledo, y capellán mozárabe de la Catedral de Toledo. Fue el autor de la Descripción de la Imperial Ciudad de Toledo (1605). Pisa fue un gran amigo del Greco, quien lo retrató en el Retrato de Francisco de Pisa del Museo de Arte Kimbell de Fort Worth (Texas). Dedicó, en la parte inédita de su libro, un elogio a El entierro del conde de Orgaz, y quizás sea uno de los personajes representados en este cuadro, aunque más joven.

## Análisis de la obra
- No está firmado; Naipe (miniatura pintada al óleo) sobre papel pegado sobre tabla; 9,5 × 5,8 cm.; Colección Abelló, Madrid.

En la parte superior, junto a un escudo con un águila bicéfala, se lee el texto "F.PISA.... AETAT.63". En la parte inferior se lee "[LICE]NCIATUS VE-LUGA", lo que ha llevado a cuestionar la identidad del personaje retratado. El vestido negro y la barba blanca destacan sobre el fondo verde oscuro. Esta pequeña obra, diseñada para un círculo íntimo, tiene una sensibilidad diferente a la de los retratos oficiales. El artista modeló el rostro con pequeñas pinceladas, utilizando un fondo neutro para resaltar la mirada del personaje.
Esta obra fue incluida por Joaquín Ezquerra del Bayo en una exposición sobre la miniatura-retrato en España, realizada en mayo-junio de 1916, considerándola obra del Greco, y con el título de "D. Francisco pisa, capellán mayor de la capilla de Muzarabes de Toledo. Propiedad del Marqués de la Vega Inclan" (Lámina IV).

## Procedencia
- Probablemente, el Beaterio de Santa Ana (fundado por el propio Francisco de Pisa);
- Las Benitas de la Purísima Concepción, Toledo;
- Benigno de la Vega-Inclán, Toledo, 1907;
- Gregorio Marañón y Posadillo, Toledo;
- Sus herederos;[1]
- Subastado por Ansorena el 29/05/2015;[1]
- Ofrecido en venta (en 350.000 euros) por la galería Caylus en la II feria Gabinete celebrada en Madrid en mayo de 2017 .